# Mara Roldan
Mara Roldan (* 7. April 2004 in Whitehorse) ist eine kanadische Radrennfahrerin.

## Sportlicher Werdegang
Roldan begann im Alter von 13 Jahren mit Mountainbikesport und nahm 2019 auch Straßenradsport auf. Als Juniorin gewann sie mehrere internationale Cross-Country-Rennen, bevor sie sich 2023, mit 19 Jahren, beim Team Cynisca Cycling verpflichtete und sich fortan auf Straßenrennen konzentrierte. Sie war damit die erste Frau aus dem Yukon-Territorium, die einen Profivertrag im Radsport erhielt.
Im April 2024 gewann Roldan zwei Etappen des Redlands Bicycle Classic im nationalen Kalender der USA. Im Juni wurde sie Dritte im Straßenrennen der kanadischen Meisterschaften; als beste U23-Fahrerin wurde sie daher Meisterin dieser Kategorie und holte zusätzlich den U23-Titel im Einzelzeitfahren. Ihren ersten internationalen Sieg erzielte sie in einer Etappe der Volta a Portugal Feminina. Mit diesen und anderen Ergebnissen empfahl sie sich für einen Einsatz bei den Weltmeisterschaften 2024 in Zürich und wechselte für 2025 mit Team DSM-firmenich PostNL zu einem WorldTeam.
Im Frühjahr 2025 konnte sich Roldan beim Amstel Gold Race erstmals unter den besten Zehn eines großen Eintagesrennens platzieren, im Juni gewann sie durch eine Solo-Attacke 14 Kilometer vor dem Ziel eine Etappe der Tour of Britain, ihr erster Sieg in der UCI Women’s WorldTour. Tags darauf brach sie sich bei einem Rennunfall den Oberschenkelknochen.

## Erfolge
2024
 Kanadische Meisterin (U23) – Straßenrennen, Einzelzeitfahren
eine Etappe Volta a Portugal Feminina
2025
eine Etappe Tour of Britain